# Saint-Memmie Olympique
L'Association Sportive Saint-Memmie Olympique, meglio nota come Saint-Memmie Olympique, è una società calcistica femminile francese con sede a Saint-Memmie. Nel 1995 e dal 1999 all'estate 2006 ha disputato la Division 1 Féminine, massima serie del campionato francese femminile di calcio.

## Storia
Dopo diverse stagioni nella Champagne-Ardenne Football League nel 1995 raggiunse la Division 1 Féminine dove rimane per una stagione soltanto. Dopo quattro anni ritorna nella massima serie dove rimane sino al 2006 quando incomincio una lenta discesa.

## Calciatrici
- Marinette Pichon
- Gaëtane Thiney
- Élise Bussaglia
- Véronique Pons

## Palmarès
- Campionato francese di seconda divisione: 1

1998-1999